# Marguerite Dassonville
Marguerite Dassonville, née à Paris (6e arrondissement) le 24 décembre 1904, et morte à Clamart le 21 septembre 1994, est une artiste peintre et aquafortiste française.

## Biographie
Les parents de Marguerite Dassonville sont Eugène Dassonville, employé aux PTT, et Jeanne Pellegrini, l’épouse d’Eugène. Marguerite est née, en 1904, au domicile de ses parents, rue du Pont-de-Lodi, à Paris, dans le 6e arrondissement, où elle vit pendant une trentaine d’années ; elle passe toute cette première partie de sa vie, avec ses parents, sa sœur ainée Céline, et son frère Jean, qui a une dizaine d’années de moins qu’elle ; elle va ensuite résider, avec sa sœur ainée Céline, rue Saint-Jean-Baptiste-de-La-Salle, toujours dans le 6e arrondissement de Paris.
Marguerite Dassonville a été, dans les années 1920, l’élève de Pierre Desbois, dessinateur, aquafortiste, et aquarelliste.
Par la suite, au début des années 1930, Marguerite suit les cours de l’Académie Julian ; elle   participe à plusieurs reprises au Salon des artistes français, entre 1928 et 1939, exposant des peintures, des eaux-fortes ; elle participe également  à la Galerie Charpentier, à Paris, à une exposition organisée en 1932 pour le centenaire de la fondation de l’Académie Julian, ainsi qu’au Salon de la France d’Outremer, organisé en 1935, à Paris, au Grand Palais.

## Œuvres
- Prés salés à Portbail (Manche), aquarelle, sans date.
- Le Port à Granville (Manche), aquarelle, sans date.
- Bateaux au port, aquarelle, sans date.
- Rue Bretonvilliers (Paris), eau-forte, Salon de 1928.
- Église Saint-Maclou, à Pontoise, eau-forte, Salon de 1929.
- Maison abandonnée, eau-forte, Salon de 1929.
- Mlle Manon C…, peinture, Salon de 1935.
- Repos, peinture, Salon de 1937.
- Jeune fille au chat, peinture, Salon de 1939.